# Джорджия (проток)
Джорджия (на английски: Strait of Georgia) е проток в североизточната част на Тихия океан, между остров Ванкувър и югозападното крайбрежие на Канада. По-голямата част от протока е на територията на провинция Британска Колумбия на Канада, а малка част (югоизточната) – на територията на щата Вашингтон на САЩ. Дължината му от северозапад на югоизток е 240 km, ширината му варира от 15,5 до 55 km, средната дълбочина е 156 m, а максималната – 447 m.
На северозапад ширината на протока постепенно намалява и преминава в тесния проток Джонстън, който от своя страна се свързва с протока Кралица Шарлота и открития океан. От юг протока Джорджия е затворен от архипелага Сан Хуан и чрез протоците Харо и Росарио, съответно на запад и изток от архипелага се свързва с протока Хуан де Фука и залива Пюджет Саунд. Бреговата му линия е силно разчленена (особено на изток), като тук дълбоко навътре в континента се вдават дългите и тесни фиорди Бът, Тоба, Пауъл, Джарвис, Лионс, Бърард и др. Общата площ на протока е около 6800 km². В него са разположени множество острови, най-големите от които са Тексада, Ласкуети, Галиана, Солтспринг и др. От изток в него се влива река Фрейзър. Бреговете му са гъсто заселени, като най-големите селища и пристанища са Ванкувър (най-голям град и пристанище на западния бряг на Канада) и Нанаимо (на остров Ванкувър).
Протокът е открит и детайлно изследван и картиран през 1792 г. от експедицията на Джордж Ванкувър, който наименува протока в чест на тогавашния британски монарх Джордж III.